# Polisintendent

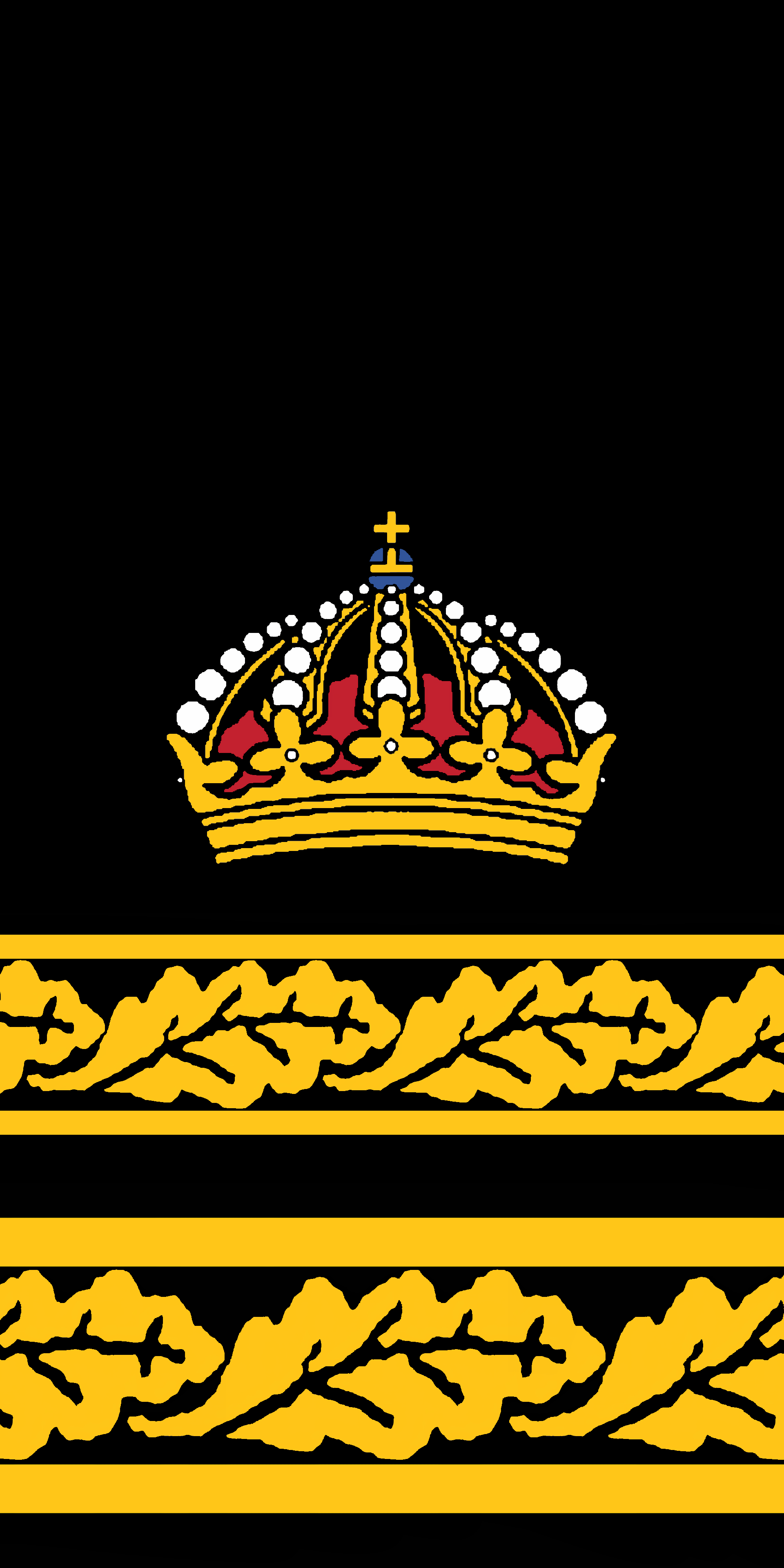
Gradbeteckning för polisintendent.

Polisintendent är en tjänstegrad inom polisväsendet i Sverige. Det är den näst lägsta graden inom polischefskarriären.
En polisintendent har högre tjänsteställning än en polissekreterare men lägre än en polisöverintendent. Gradbeteckningen består, nedifrån och upp av en tjockare eklövsgalon (25 mm), över denna en tunnare eklövsgalon (17 mm) och ovanpå denna en sluten kungakrona.
Ursprungligen var det titeln på en avdelningschef närmast under polismästaren i större städer som Stockholm och Göteborg.
Motsvarigheten till en svensk polisintendent kallas i Danmark Politiassessor.